# Comandante en jefe de la Fuerza Aérea de Chile

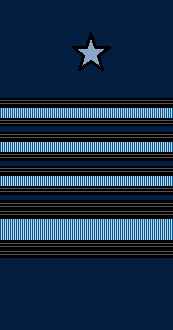
Rango de general del Aire usado en la bocamanga en la tenida número 1 del uniforme.

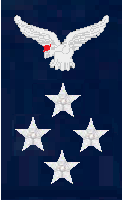
Rango de General del Aire usado en los hombros.

El comandante en jefe de la Fuerza Aérea de Chile es la máxima autoridad de la institución. Su rango es de general del Aire, ejerciendo el mando de la FACH para el cumplimiento de su misión.

## Designación y funciones
Es designado por el presidente de la República de entre las cinco mayores antigüedades de la Fuerza Aérea para un periodo de cuatro años, pudiendo ser removido por Decreto Presidencial si el presidente de la República así lo estima conveniente.
Orienta el desarrollo institucional sobre la base de las políticas, principios y directrices emanadas por el Gobierno, a través del Ministerio de Defensa Nacional.
Como distintivo de grado, utiliza galones en la bocamanga de la guerrera o blusa. Usa un galón de 32 milímetros, sobre él tres galones de 16 milímetros y sobre ellos una estrella azul o celeste. En la tenida de gran gala, los galones y la estrella son dorados en vez de ser azules.
Además, ejerce como presidente del Directorio de la Empresa Nacional de Aeronáutica (ENAER), que es realizada por la Dirección General de Aeronáutica Civil (DGAC). 
El primer oficial de la Fach en ostentar el grado de General del Aire fue Diego Aracena Aguilar en 1936. A partir de esa fecha, todos los comandantes en jefe de la Fuerza Aérea de Chile han ostentado el grado de General del Aire.

## Lista de comandantes en jefe de la FACH
| Retrato | Grado                     | Nombre                     | Desde                  | Hasta                  |
|         | Comodoro del Aire         | Arturo Merino Benítez      | 21 de marzo de 1930    | 26 de julio de 1931    |
|         | Coronel de Aviación       | Adirio Jessen Ahumada      | 1932                   | 1932                   |
|         | Comandante de Escuadrilla | Ramón Vergara Montero      | 1932                   | 1932                   |
|         | Comandante de Grupo       | Marmaduke Grove Vallejos   | 1932                   | 1932                   |
|         | General del Aire          | Diego Aracena Aguilar      | 1932                   | 1939                   |
|         | General del Aire          | Armando Castro López       | 1939                   | 1943                   |
|         | General del Aire          | Manuel Tovarías Arroyo     | 1943                   | 1946                   |
|         | General del Aire          | Oscar Herreros Walker      | 1946                   | 1947                   |
|         | General del Aire          | Aurelio Celedón Palma      | 1947                   | 1952                   |
|         | General del Aire          | Armando Ortíz Ramírez      | 1952                   | 1955                   |
|         | General del Aire          | Renato García Vergara      | 1955                   | 1955                   |
|         | General del Aire          | Diego Barros Ortíz         | 1955                   | 1961                   |
|         | General del Aire          | Eduardo Iensen Franke      | 1961                   | 1964                   |
|         | General del Aire          | Máximo Errázuriz Ward      | 1964                   | 1969                   |
|         | General del Aire          | Carlos Guerraty Villalobos | 1969                   | 1970                   |
|         | General del Aire          | César Ruiz Danyau          | 1970                   | 17 de agosto de 1973   |
|         | General del Aire          | José Gustavo Leigh Guzmán  | 17 de agosto de 1973   | 24 de julio de 1978    |
|         | General del Aire          | Fernando Matthei Aubel     | 24 de julio de 1978    | 31 de julio de 1991    |
|         | General del Aire          | Ramón Vega Hidalgo         | 1 de agosto de 1991    | 1995                   |
|         | General del Aire          | Fernando Rojas Vender      | 1995                   | 1999                   |
|         | General del Aire          | Patricio Ríos Ponce        | 1999                   | 2002                   |
|         | General del Aire          | Osvaldo Sarabia Vilches    | 2002                   | 3 de noviembre de 2006 |
|         | General del Aire          | Ricardo Ortega Perrier     | 5 de noviembre de 2006 | 5 de noviembre de 2010 |
|         | General del Aire          | Jorge Rojas Ávila          | 5 de noviembre de 2010 | 5 de noviembre de 2014 |
|         | General del Aire          | Jorge Robles Mella         | 5 de noviembre de 2014 | 5 de noviembre de 2018 |
|         | General del Aire          | Arturo Merino Núñez        | 5 de noviembre de 2018 | 5 de noviembre de 2022 |
|         | General del Aire          | Hugo Rodríguez González    | 5 de noviembre de 2022 | En el cargo            |